# Хроњец
Хроњец (слч. Hronec) насељено је мјесто са административним статусом сеоске општине (слч. obec) у округу Брезно, у Банскобистричком крају, Словачка Република.

## Становништво
| Година:    | 1994. | 2004.   | 2014.   | 2024.   |
| ---------- | ----- | ------- | ------- | ------- |
| Број људи: | 1159  | 1162    | 1220    | 1121    |
| Разлика:   |       | +0,25 % | +4,99 % | -8,11 % |

| Година:    | 2023. | 2024.   |
| ---------- | ----- | ------- |
| Број људи: | 1137  | 1121    |
| Разлика:   |       | -1,40 % |

Према подацима о броју становника из 2011. године насеље је имало 1.217 становника.